# Francisco Galdós

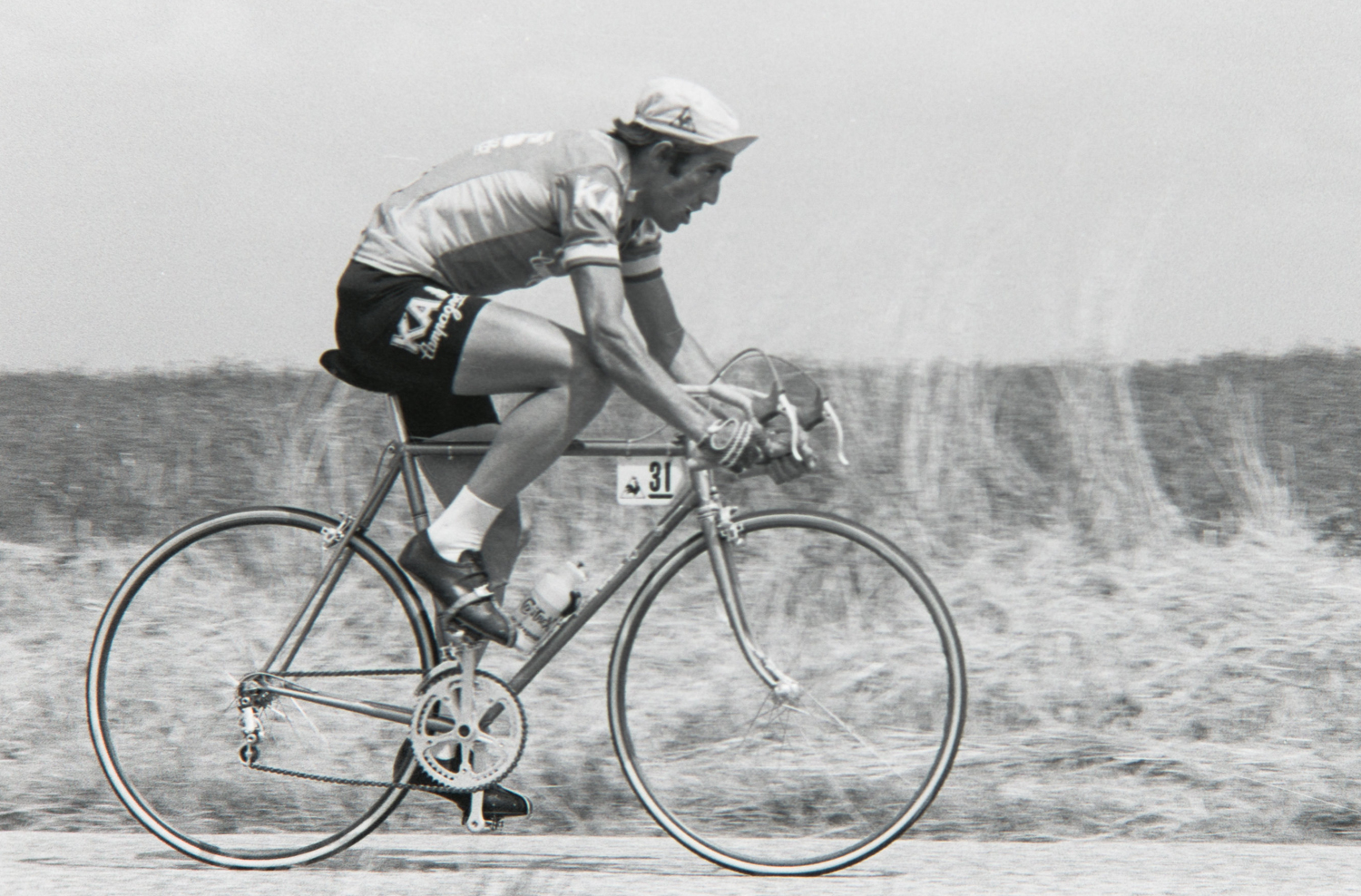
Francisco Galdos bei der Tour 1976

Francisco Galdós Gauna (* 6. Mai 1947 in Lasarte-Vitoria) ist ein ehemaliger spanischer Radrennfahrer.

## Karriere
Fracisco Galdós begann seine Karriere 1969 beim spanischen Team KAS. Bereits ein Jahr zuvor konnte er die Mallorca-Rundfahrt und die Kantabrien-Rundfahrt für sich entscheiden, 1969 und 1972 wurde er jeweils Zweiter. Auch 1976 und 1977 gewann er diese Etappenrennen. Er erwies sich als guter Fahrer in den Bergen und konnte in seinem ersten Jahr als Profi bereits die Tour de France bestreiten. 1970 entschied er die Katalonien-Rundfahrt für sich. Sein erfolgreichstes Jahr kam allerdings erst vier Jahre später. 1975 gewann er die Tour de Romandie und die 21. Etappe beim Giro d’Italia auf das Stilfser Joch. Außerdem konnte er bei dieser Rundfahrt für zehn Tage das Rosa Trikot des Führenden tragen, gewann am Ende die Bergwertung gemeinsam mit seinem Mannschaftskollegen Andrés Oliva und wurde in der Gesamtwertung Zweiter. 1979 konnte er bei der Landesrundfahrt in seiner Heimat noch einmal als Zweiter das Podium bei einer großen Rundfahrt erreichen. 1980 beendete er seine Karriere.
Insgesamt fuhr er elfmal die Tour de France, sechsmal den Giro d’Italia und viermal die Spanien-Rundfahrt.

## Platzierungen bei den Grand Tours
| Grand Tour            | 1969 | 1970 | 1971 | 1972 | 1973 | 1974 | 1975 | 1976 | 1977 | 1978 | 1979 | 1980 |
| --------------------- | ---- | ---- | ---- | ---- | ---- | ---- | ---- | ---- | ---- | ---- | ---- | ---- |
| Vuelta a EspañaVuelta | –    | 6    | –    | 18   | –    | –    | –    | –    | –    | –    | 2    | 8    |
| Giro d’ItaliaGiro     | –    | –    | 4    | 3    | 9    | 17   | 2    | 18   | –    | –    | –    | –    |
| Tour de FranceTour    | 21   | 9    | 11   | –    | 20   | DNF  | DNF  | 6    | 4    | 7    | 28   | DNF  |